# Campionato oceaniano maschile di pallacanestro 1989
Il 9º campionato oceaniano maschile di pallacanestro FIBA (noto anche come FIBA Oceania Championship 1989) si è svolto dal 28 agosto al 3 settembre 1989 in Nuova Zelanda.
I campionati oceaniani maschili di pallacanestro sono una manifestazione biennale tra le squadre nazionali del continente, organizzata dalla FIBA Oceania. Storicamente questo torneo è disputato dalle sole nazionali dell'Australia e della Nuova Zelanda.

## Squadre partecipanti
- Australia
- Nuova Zelanda

## Gare
| Data        | Squadra   | Punteggio | Squadra       | Serie           |
| 28 agosto   | Australia | 91 - 54   | Nuova Zelanda | 1 - 0 Australia |
| 3 settembre | Australia | 106 - 55  | Nuova Zelanda | 2 - 0 Australia |

## Campione
Australia
(9º titolo)